# Banco Rosalinda
El banco Rosalinda (en inglés: Rosalind Bank o Rosa Linda Bank), es un enorme y completamente sumergido atolón que tiene su extremo sur a 269 km al este-noreste del cabo Gracias a Dios, a 16°26′N 80°31′O / 16.433, -80.517. Es la culminación de un área de un arrecife coralino de unos 300 km de largo que se estrecha hacia el este del cabo Gracias a Dios. Esta área es una extensa estructura que continúa más al este a través del banco Pedro hacia Jamaica, la que es conocida como promontorio de Nicaragua (Nicaraguan rise) o Sonda de Mosquitos/Promontorio de Mosquitos.
Rosalinda tiene 101 km de largo en una dirección norte-sur y 56 km de ancho, definido por la isóbata de 200 m, que corresponde a un área de 4500 km². La profundidad general varía entre los 18 y 37 m, una casi inmediata transición de 300 m de profundidad rodea al banco. En el Norte de Banco Rosalinda se encuentra un banco oceánico de mayor profundidad al Banco Rosalinda.
Antiguamente conocido también como Arrowsmith, por su descubridor (Arrow Smith), pero esta denominación actualmente lo posee un banco oceánico de México, Arrowsmith Bank. 
El banco Rosalinda se encuentra equidistante y a menos de 200 millas náuticas de las costas de Nicaragua, Honduras y Jamaica. Honduras y Jamaica reclaman zonas económicas exclusivas de 200 millas náuticas y disputan la posesión del banco oceánico y sus aguas, aunque siendo ampliamente reconocidas para Honduras, aún no cuentan con una delimitación fronteriza. Las islas Caimán (Reino Unido) y Colombia finalizaron toda reclamación sobre el banco Rosalinda al firmar tratados limítrofes con Honduras.

## Canales y pasajes marítimos
- Entre el Banco Rosalinda y el Banco Serranilla, se encuentra un canal marítimo marítimo, denominado Serranilla Gap.
- Entre el Banco Rosalinda y el Banco Pijao (o Middle Bank), se encuentra un pasaje marítimo, denominado Rosalind Saddle.

## Bancos Oceánicos a su alrededor
- Banco Serranilla
- Pijao Bank
- Lightning Bank16°13′33.6″N 81°33′31.8″O / 16.226000, -81.558833
- Thunder Knoll 16°27′N 80°20′O / 16.450, -80.333 es un extenso banco de 66 km largo y 16 km de ancho, con un área de 830 km², que se halla a 18 km al oeste del banco Rosalinda. Las profundidades de este banco alcanzan de 7 a 66 m. A 30 km sudeste del banco Rosalinda está el banco Serranilla.